# Вероніка Кожухар
Вероніка Володимирівна Кожухар (рум. Veronica Cojuhari; нар. 3 жовтня 1998, Тирасполь, Молдова) — молдовська футболістка, нападниця та півзахисниця жіночої збірної Молдови.

## Клубна кар'єра
Футбольну кар'єру розпочала в складі клубу «Ністру-ГТК» з однойменного села в Молдові, разом з якою двічі вигравала національний чемпіонат (2019—20, 2020—21). У Лізі чемпіонів УЄФА дебютувала 7 серпня 2019 року в програному (0:12) виїзному поєдинку 1-го туру групового етапу проти суботицького «Спартака». Вероніка вийшла на поле на 38-ій хвилині, замінивши Міхаелу Катараю. Загалом у лізі чемпіонів 2019—20 років провела три поєдинки.
Навесні 2021 року перебралася до України, де уклала договір з «Восходом». У футболці клубу зі Старої Маячки дебютувала 2 квітня 2021 року в програному (1:5) домашньому поєдинку 3-го туру другого етапу Вищої ліги проти харківського «Житлобуду-2». Кожухар вийшла на поле на 60-ій хвилині, замінивши Поліну Янчук. Дебютним голом за нову команду відзначилася 11 квітня 2021 року на 67-ій хвилині 2-го туру другого етапу Вищої ліги проти львівських «Карпат». Вероніка вийшла на поле на 60-ій хвилині, замінивши Роксолану Комар. Навесні 2021 року зіграла 9 матчів (2 голи) у складі «Восхода», ще 1 поєдинок провела у кубку України.
Влітку 2021 року стала гравчинею новоствореної жіночої команди донецького «Шахтаря». У футболці донецької команди дебютувала 18 липня 2021 року в переможному (16:0) товариському поєдинку проти «Єдності». Кожухар вийшла на поле в стартовому складі, вже на 2-ій хвилині відзначилася першим в історії клубу голом, а на 72-ій хвилині її замінивла Діана Кравчук. В офіційних змаганнях дебютувала 14 серпня 2021 року в переможному (5:0) виїзному поєдинку 1-го туру Першої ліги України проти кропивницької «Багіри». Вероніка вийшла на поле в стартовому складі, а на 65-ій хвилині її замінила Олена Манзюк.
Після російського вторгнення вирішила продовжити кар'єру за межами України, але вже через рік підписала контракт з українським клубом «Житлобуд-1», який згодом був перейменован на «Металіст 1925». 

## Кар'єра в збірній
2014 року провела 3 поєдинки у футболці дівочої збірної Молдови (WU-17).
У 2019 році отримала перший виклик до національної збірної Молдови, у футболці якої дебютувала 10 листопада того ж року в поєдинку 2-го туру жіночого чемпіонату Європи проти Азербайджану. Кожухар вийшла на поле на 79-ій хвилині, замінивши Кароліну Табур.
Дебютний гол в складі національної команди забила під час матчу Ліги націй в ворота збірної Латвії в сезоні 2023—2024.

## Досягнення
- Чемпіонат Молдови
  -  Чемпіон (2): 2019—20, 2020—21